# Robert Hue

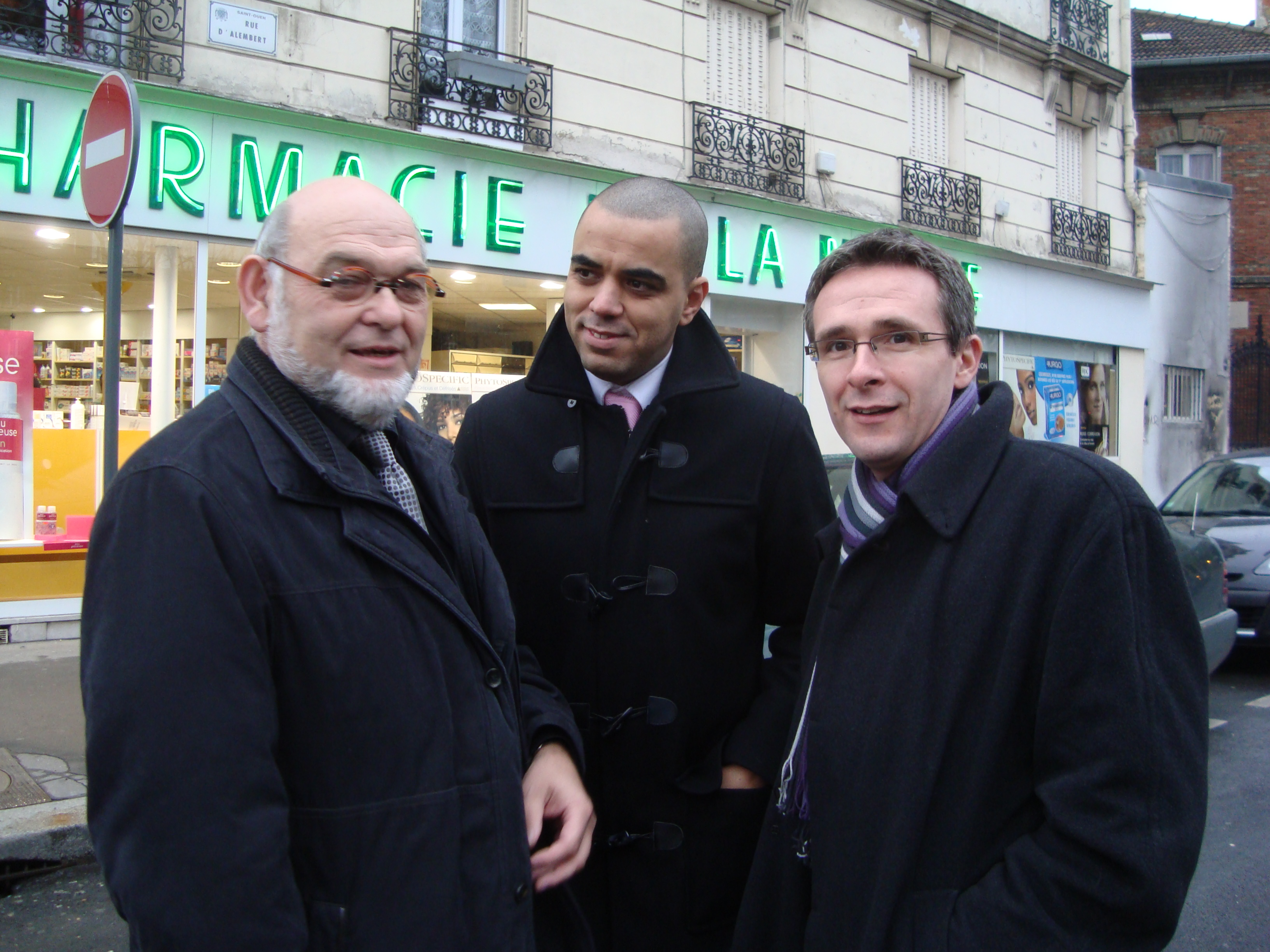
Robert Hue z działaczami PCF podczas kampanii wyborczej w 2010

Robert Georges Auguste Hue (ur. 19 października 1946 w Cormeilles-en-Parisis) – francuski polityk, działacz komunistyczny, od 1994 do 2001 sekretarz generalny Francuskiej Partii Komunistycznej, parlamentarzysta krajowy i europejski, dwukrotny kandydat w wyborach prezydenckich.

## Życiorys
Pochodzi z rodziny działaczy komunistycznych, już jako nastolatek pomagał ojcu w dystrybucji partyjnej prasy. Sam do Francuskiej Partii Komunistycznej (PCF) wstąpił w wieku 17 lat, w trakcie nauki w technikum. W młodości zajmował się także działalnością muzyczną, pod pseudonimem Willy Barton występował z zespołem rockowym Les Rapaces. Ukończył studia pielęgniarskie w Paryżu, po czym został zatrudniony w ośrodku zdrowia w Argenteuil.
Pierwszym objętym przez niego stanowiskiem w administracji publicznej był urząd mera Montigny-lès-Cormeilles. Merem tej miejscowości został w 1977, pięciokrotnie uzyskiwał reelekcję. Zrezygnował z pełnienia tej funkcji w 2009 – po 32 latach nieprzerwanego jej pełnienia. Robert Hue był także radnym regionu Île-de-France (1986–1988 i 1992–1993) oraz departamentu Val-d'Oise (1988–1998).
Stopniowo awansował także w strukturach Francuskiej Partii Komunistycznej. W 1987 wszedł w skład komitetu centralnego, a wkrótce do biura politycznego PCF. W 1994 został sekretarzem generalnym tego ugrupowania, obejmując tym samym najwyższe stanowisko we władzach partii i zastępując na nim swojego politycznego patrona, Georges'a Marchais. W 1995 Robert Hue jako lider komunistów wystartował w wyborach prezydenckich. W pierwszej turze uzyskał 8,64% głosów. Ten dość dobry wynik (lepszy od rezultatu André Lajoinie z 1988) pozwolił mu na przeprowadzenie szeregu reform organizacyjnych i programowych w swoim ugrupowaniu, m.in. otwierając je na nowe środowiska.
W wygranych przez lewicę wyborach parlamentarnych w 1997 Robert Hue uzyskał mandat deputowanego do Zgromadzenia Narodowego XI kadencji. W 1999 został posłem do Parlamentu Europejskiego V kadencji. Zasiadał w Grupie Zjednoczonej Lewicy Europejskiej i Nordyckiej Zielonej Lewicy oraz w Komisji ds. Przemysłu, Handlu Zewnętrznego, Badań Naukowych i Energii. Z mandatu zrezygnował jednak po roku jego sprawowania.
W 2001 objął honorową funkcję prezydenta PCF, podczas gdy nowym sekretarzem generalnym została Marie-George Buffet. W 2002 po raz drugi został kandydatem w wyborach prezydenckich, tym razem w pierwszej turze otrzymał poparcie na poziomie 3,37%. Kilka tygodni później utracił mandat poselski, przegrywając w głosowaniu z kandydatem centroprawicy. W konsekwencji własnych porażek i po słabych wynikach wyborczych PCF w 2003 zrezygnował z piastowanego w tej partii stanowiska.
26 września 2004 Robert Hue został powołany w skład Senatu. W listopadzie 2008 odszedł z rady krajowej PCF, a w grudniu tego samego roku powołał polityczne stowarzyszenie Nouvel espace progressiste. W listopadzie 2009 założył nową partię pod nazwą Mouvement unitaire progressiste, dopuszczając przy tym możliwość zachowania członkostwa w innej formacji. 25 września 2011 uzyskał reelekcję w wyborach senackich.

## Wybrane publikacje
- Histoire d'un village du Parisis des origines à la Révolution (1981)
- Du village à la ville (1986)
- Montigny pendant la Révolution (1989)
- Communisme: la mutation (1995)
- Il faut qu'on se parle (1997)
- Communisme: un nouveau projet (1999)